# Enderleinellus venezuelae
Enderleinellus venezuelae är en insektsart som beskrevs av Ferris 1920. Enderleinellus venezuelae ingår i släktet Enderleinellus och familjen ekorrlöss. Inga underarter finns listade i Catalogue of Life.